# Sainte-Radegonde (Charente-Maritime)
Sainte-Radegonde ist eine westfranzösische Gemeinde mit 578 Einwohnern (Stand 1. Januar 2022) im Département Charente-Maritime in der Region Nouvelle-Aquitaine. Die Bewohner werden Sainte-Radegondais und Sainte-Radegondaises genannt.

## Lage
Sainte-Radegonde liegt in einer Höhe von etwa 20 Metern ü. d. M. in der historischen Kulturlandschaft der Saintonge etwa 24 Kilometer (Fahrtstrecke) nordwestlich von Saintes bzw. 16 Kilometer südöstlich von Rochefort.

## Bevölkerungsentwicklung
| Jahr      | 1962 | 1968 | 1975 | 1982 | 1990 | 1999 | 2006 | 2016 |
| Einwohner | 492  | 496  | 464  | 440  | 493  | 515  | 600  | 580  |

Im 19. Jahrhundert hatte der Ort stets zwischen 600 und 760 Einwohner. Die Reblauskrise und die Mechanisierung der Landwirtschaft führten zu einem Bevölkerungsrückgang, der in den letzten Jahrzehnten wegen der Nähe zu den Großstädten Saintes und Rochefort und den vergleichsweise niedrigen Mieten und Grundstückspreisen in Sainte-Radegonde gestoppt werden konnte.

## Wirtschaft
Über Jahrhunderte spielte die Landwirtschaft zum Zweck der Selbstversorgung der Bevölkerung die größte Rolle im Wirtschaftsleben der Gemeinde. Doch wurde in Gegend schon seit der Römerzeit auch Wein angebaut, der seit der frühen Neuzeit destilliert und nach Nordeuropa (v. a. nach England) exportiert wurde. Sainte-Radegonde gehört zu den Bois ordinaires et communs des Weinbaugebietes Cognac, doch werden die meisten Trauben wegen Absatzproblemen bei Cognac-Weinbränden zu Wein und Pineau des Charentes verarbeitet.

## Geschichte
Zur Geschichte des Ortes sind keine Informationen verfügbar. Das Vorhandensein einer frühromanischen Kirche lässt jedoch darauf schließen, dass der Ort spätestens seit dem Mittelalter besiedelt war.

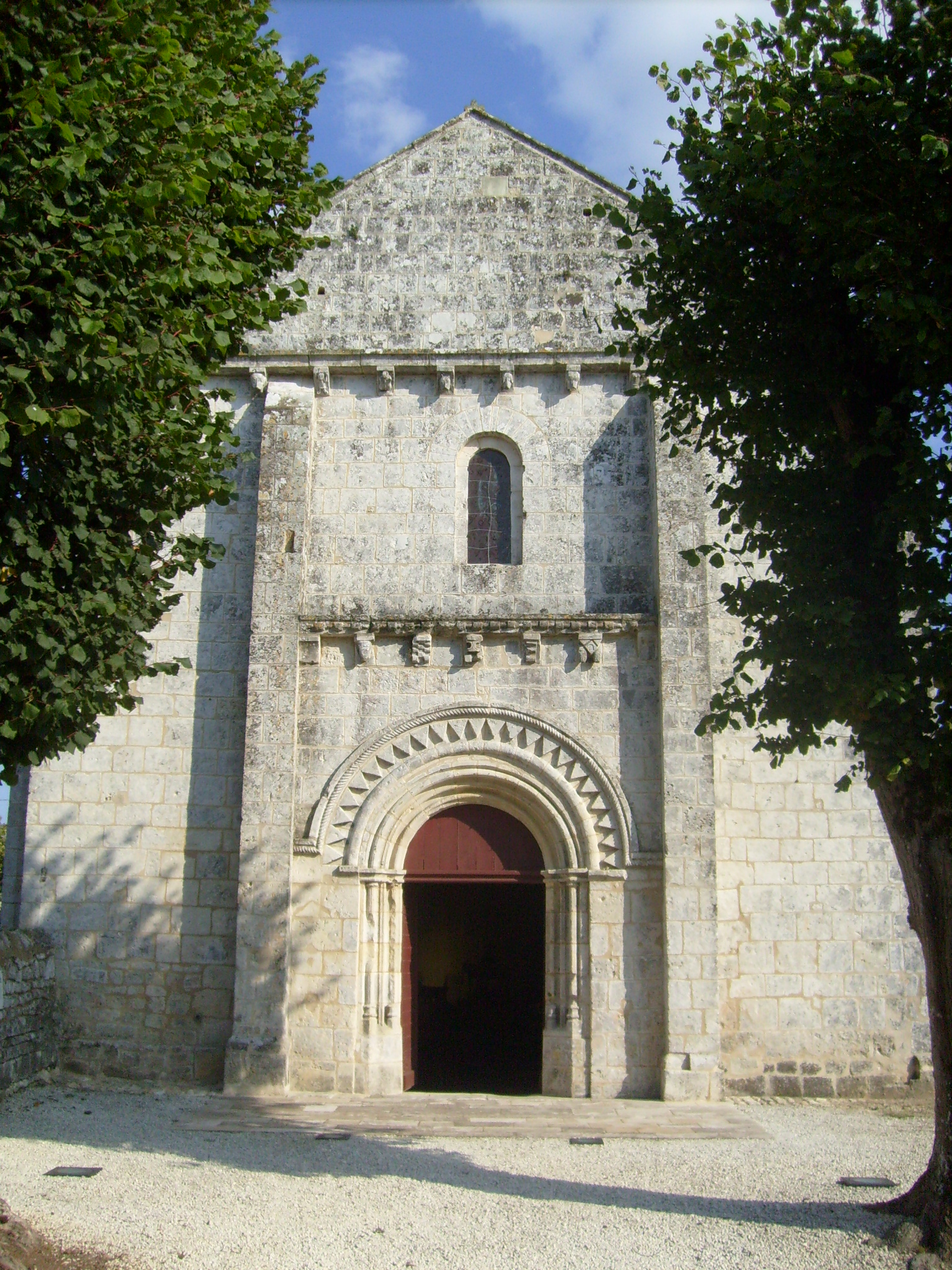
Kirche Notre-Dame

## Sehenswürdigkeiten
- Die Langhauswände der Pfarrkirche Notre-Dame zeigen noch Mauerwerk aus weitgehend unbearbeiteten Bruchsteinen, was auf eine frühe Bauzeit (11. Jahrhundert) hinweist. Die Westfassade zeigt hingegen exakt behauenes Steinmaterial (Haustein) und ein romanisches Portal – sie stammt wohl aus dem 12. Jahrhundert. Der flachgeschossene Chorbereich hat deutlich größere Fenster mit Flamboyant-Maßwerk – er scheint wie auch der darüber aufragende doppelbogige Glockengiebel der Zeit um 1500 anzugehören. Das Kirchenschiff ist von einem offenen hölzernen Dachstuhl bedeckt; die eingezogene Apsis hat ein Rippengewölbe. Am Chorbogen sind noch deutlich die Maße eines älteren Bogens zu erkennen. Ein Kapitell der Apsis zeigt ein sogenanntes „Dreigesicht“ (Trifrons) – ein seit der Antike bekanntes Motiv. Der Kirchenbau ist seit dem Jahre 1996 als Monument historique[1] eingeschrieben.
- Auch die etwa einen Kilometer westlich des Ortes stehende, jedoch stark ruinierte Megalithanlage Dolmen im Bois de la Grosse Pierre wurde im Jahr 1993 als Monument historique[2] eingeschrieben.